# Хайнрих Млади (Хесен)
Хайнрих Млади фон Хесен (на немски: Heinrich der Jüngere von Hessen; * ок. 1264/1265, † 23 август 1298) от фамилията Регинариди е от 1284 г. ландграф на Ландграфство Хесен в Горен Хесен.
Той е първият син на ландграф Хайнрих I фон Хесен „Детето“ (1244 – 1308) и първата му съпруга Аделхайд от Брауншвайг († 12 юни 1274), дъщеря на Ото I херцог на Брауншвайг-Люнебург от род Велфи и на Матилда от Бранденбург, дъщеря на Албрехт II, маркграф на Бранденбург от фамилията Аскани. Той е по-голям брат на ландграф Ото I (1272 – 1328) и полубрат на Йохан († 1311) и на Лудвиг (1282 – 1357), 1310 епископ на Мюнстер. Баща му се жени втори път през 1275 г. за Мехтилд от Клеве († 21 декември 1309) и решава да определи синовете си от втория му брак за наследници.
От 1284 г. Хайнрих Млади е споменаван в документи до баща му. Той се жени през 1290 г. за Агнес Баварска (1276 – 1345), дъщеря на баварския херцог Лудвиг II Строги и Матилда Хабсбургска и сестра на император Лудвиг Баварски (1282 – 1347)..
От 1292 г. Хайнрих Млади и брат му Ото имат наследствени конфликти с баща им. На 4 юли 1296 г. крал Адолф от Насау приема във Франкфурт документа за подялба на страната. Хайнрих получава Горен Хесен с главен град Марбург. Ото получава по-малко територии, а най-малкият, любимият му Йохан получава Долен Хесен с главен град Касел. 
Хайнрих умира на 23 август 1298 г. Погребан е в църквата Св. Елизабет в Марбург и е наследен от брат му Ото.
Вдовицата му Агнес се омъжва през 1303 г. за маркграф Хайнрих I от Бранденбург.

## Фамилия
Хайнрих Млади се жени през 1290 г. за Агнес Баварска (1276 – 1340), херцогиня на Бавария, дъщеря на баварския херцог Лудвиг II Строги и Матилда Хабсбургска и сестра на император Лудвиг Баварски. Двамата имат дъщеря:
- Агнес († 1332), омъжена 1307 г. за граф Герлах I фон Насау-Висбаден († 1361)